# 苏州大学附属理想眼科医院
苏州大学附属理想眼科医院是一所苏州市临床重点专科、国家三级眼科医院，位于中华人民共和国江苏省苏州市姑苏区干将东路200号苏州大学北校区门口。医院总面积1.5万㎡，开放床位100张。